# سد البحر الأحمر
سد البحر الأحمر مشروع لا زال في طور الدراسة وإذا تم التوصل إلى نتائج مقنعة فمن المتوقع أن يكون أكبر سد في العالم أجمع.
هناك الكثير من الشكوك والنقد يدوران في فلك هذا المشروع.

## المشروع
الفكرة تقوم على فصل البحر الأحمر عن المحيط عند نقطة باب المندب التي لا يتجاوز عرض المضيق 29 كلم وعندها يترك البحر الأحمر لمدة 300 سنة لكي يتقلص حجم البحر نتيجة التبخر بشكل كبير ثم يتم فتح فجوات التوربينات لتدفق المياه من خلالهم وبالتالي توليد 50 غيغاواط من الطاقة الكهربائية أي ما يعادل مرتين الطاقة الصادرة عن سد الصين العظيم.
بالطبع الكثير من النقد يتمحور حول الحياة البحرية التي قد تتضرر بشكل كبير كنتيجة لهكذا مشروع.
و الأهم من ذلك هي المخاطر والصعوبات الهندسية التي قد تواجه هكذا مشروع يجمع البعض على انه ضرب من الخيال.

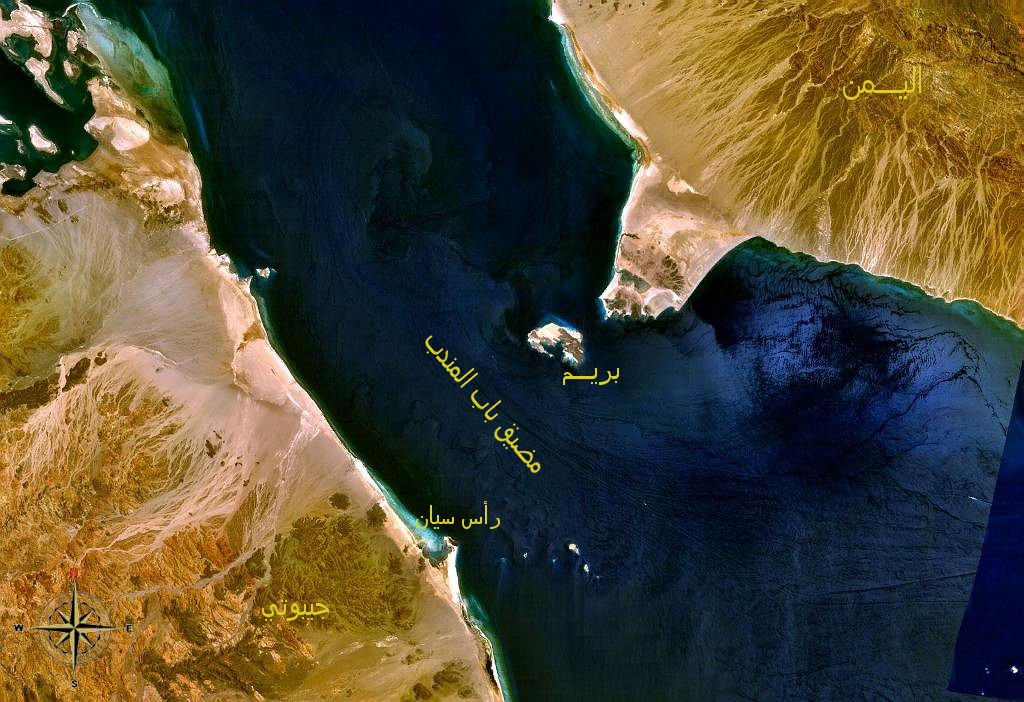
صورة لمضيق باب المندب من ناسا

تفكير المستحيل وغير المعقول

## وصلات خارجية
Gibraltar Strait Dam Macroprojects by Richard Cathcart, one of the authors of the Red Sea Dam proposal